# César Mercado (Diplomat)
César Antonio Mercado Pavón (* 1975 oder 1976 in Masatepe; † 23. September 2010 in New York) war ein nicaraguanischer Diplomat.
Mercado war de facto Generalkonsul Nicaraguas bei den Vereinten Nationen im Hauptquartier in Manhattan.
Am 23. September 2010 wurde er in seiner New Yorker Wohnung im Stadtteil Bronx mit durchschnittener Kehle tot aufgefunden. Er wurde 34 Jahre alt.